# Jon English
Jonathan James "Jon" English (Hampstead, 26 de março de 1949 — Newcastle, 9 de março de 2016) foi um ator, cantor, músico e compositor nascido na Inglaterra e criado na Austrália. Ele emigrou para a Austrália com seus pais em 1961. Ele foi um vocalista e ritmista precoce de Sebastian Hardie, mas abandonou para fazer o papel de Judas Iscariot na versão australiana do musical Jesus Christ Superstar em maio de 1972, que foi transmitido pela televisão. Ele também foi um cantor solo de destaque; estão em seus vinte maiores sucessos australianos as músicas "Turn the Page", "Hollywood Seven", "Words are Not Enough", "Six Ribbons" e "Hot Town".
Jon foi casado com Carmen, e teve quatro filhos, Jessamin, Josephine, Johnnie e Julian. Morreu de complicações após uma cirurgia de aneurisma de aorta, em 9 de março de 2016, em Newcastle, interrompendo uma turnê quando realizava shows na cidade onde morreu.